# پازارجیک، بلغارستان
پازارجیک، بلغارستان (به بلغاری: Пазарджик) یک شهر که در Pazardzhik Municipality، بلغارستان واقع شده‌است.

## نگارخانه

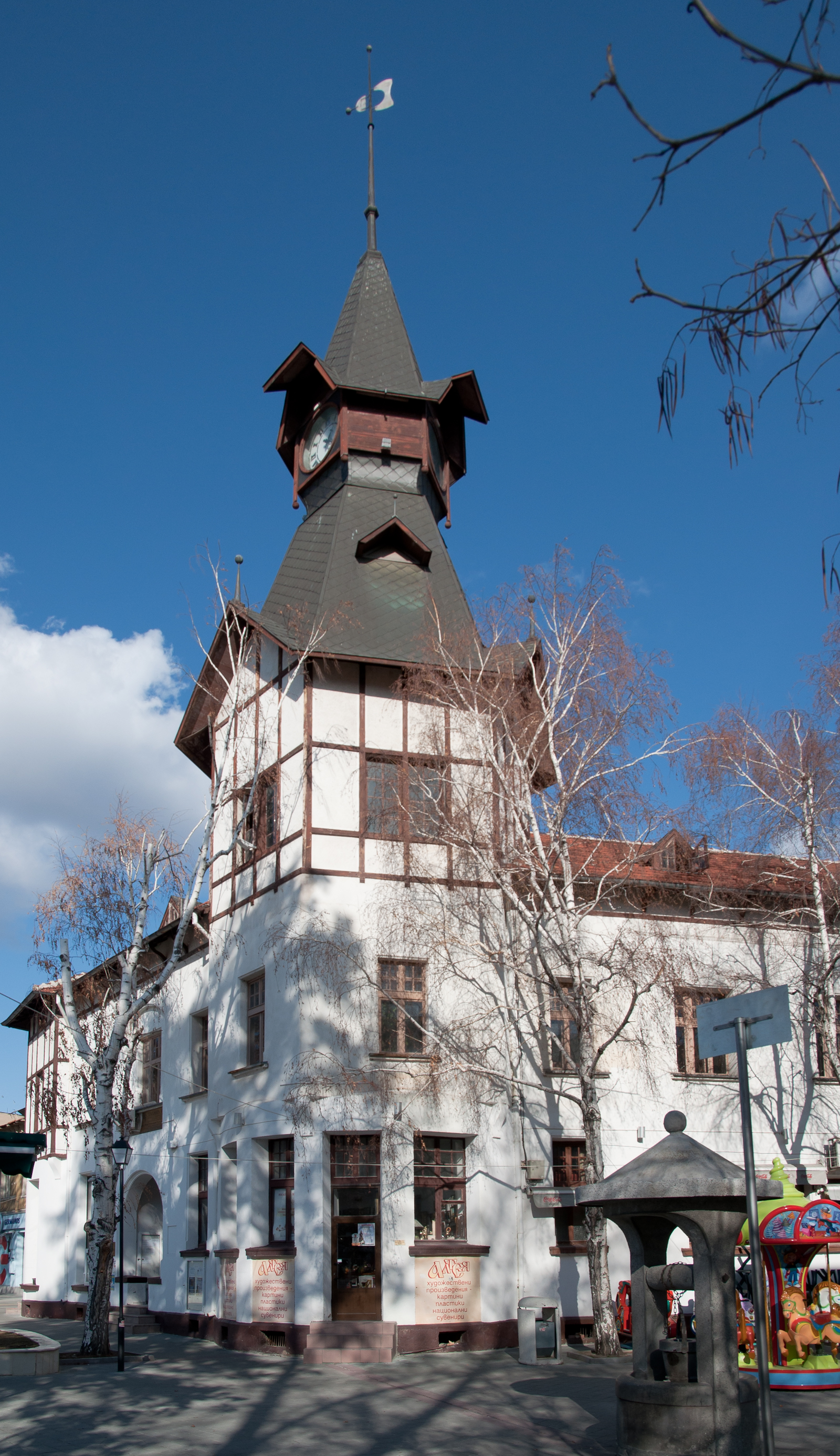
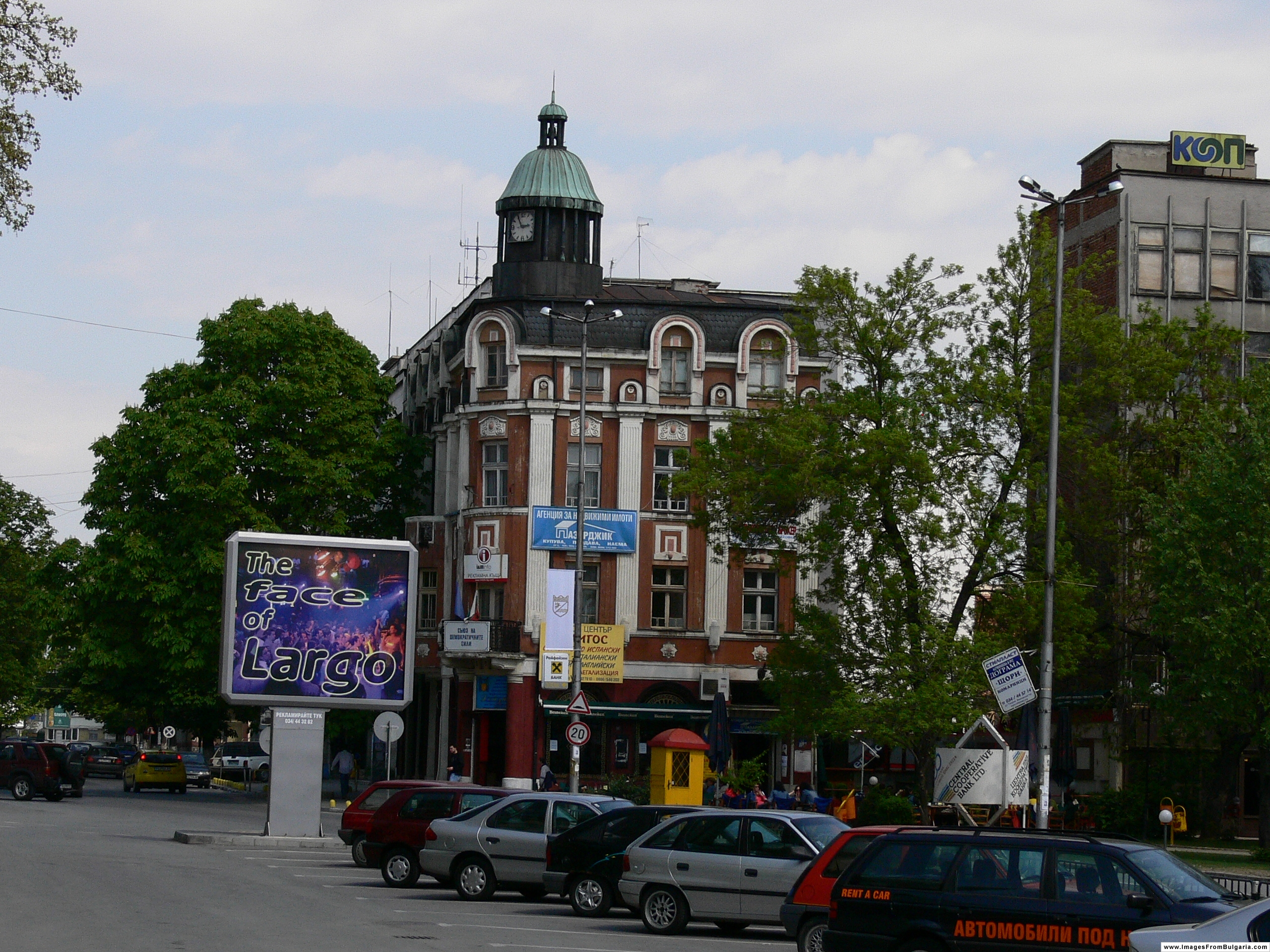
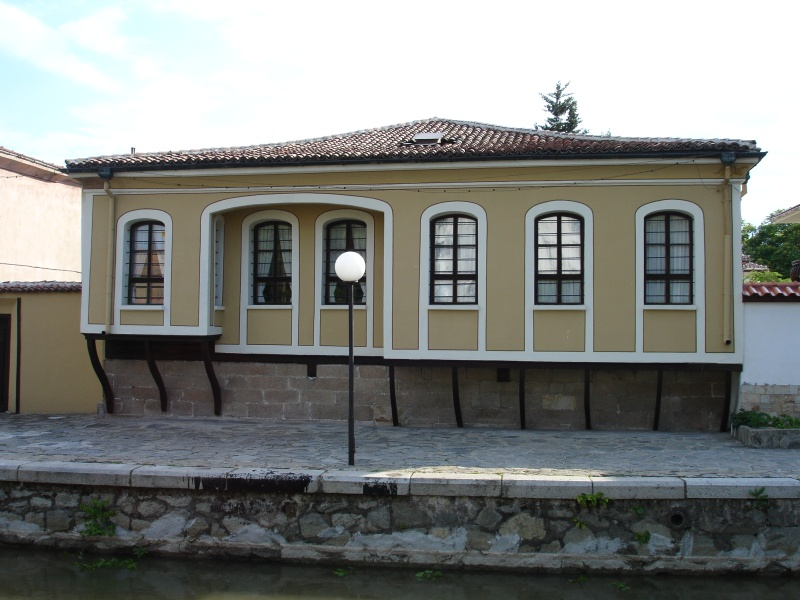
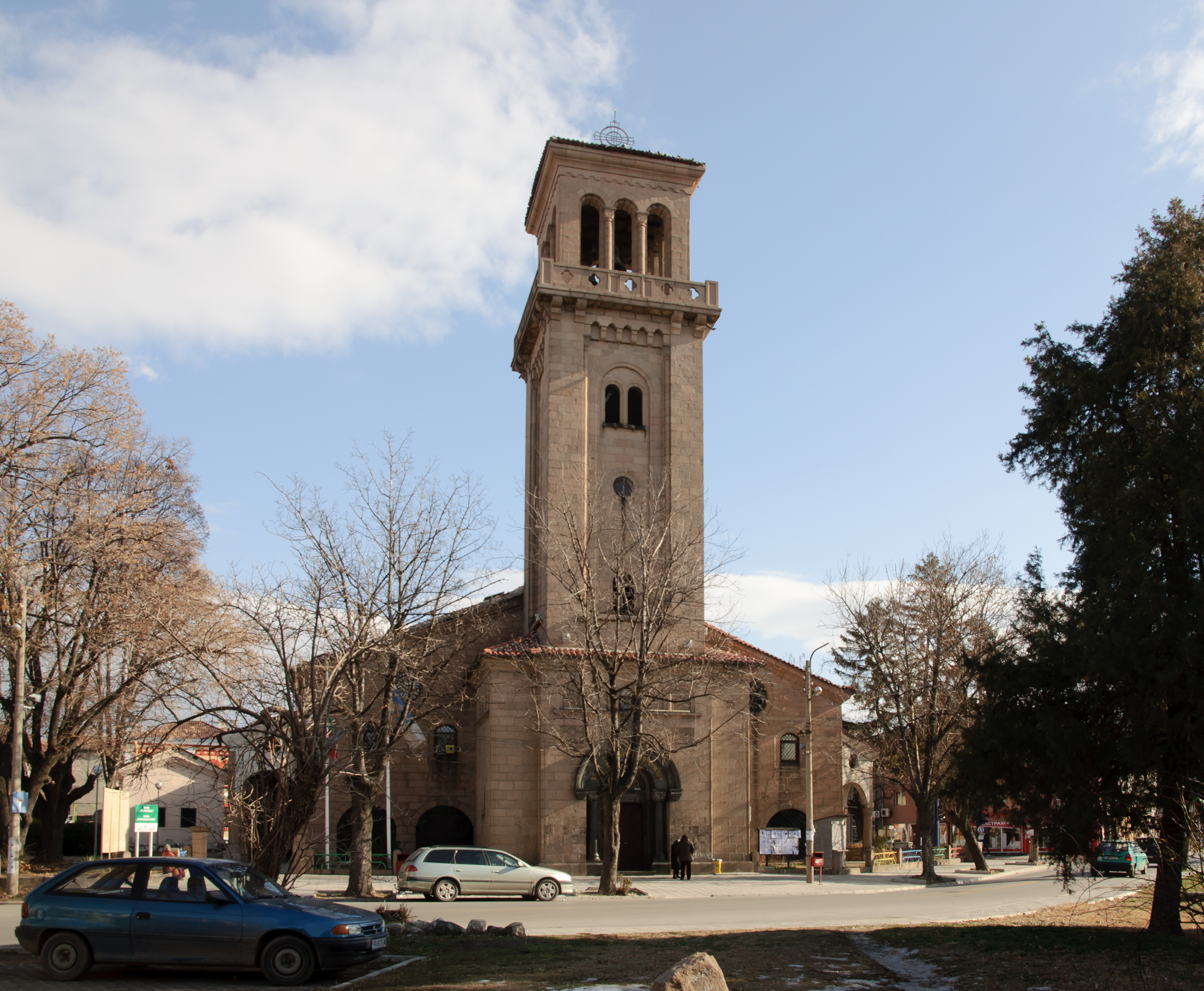